# Altes Pflegschloss Floß

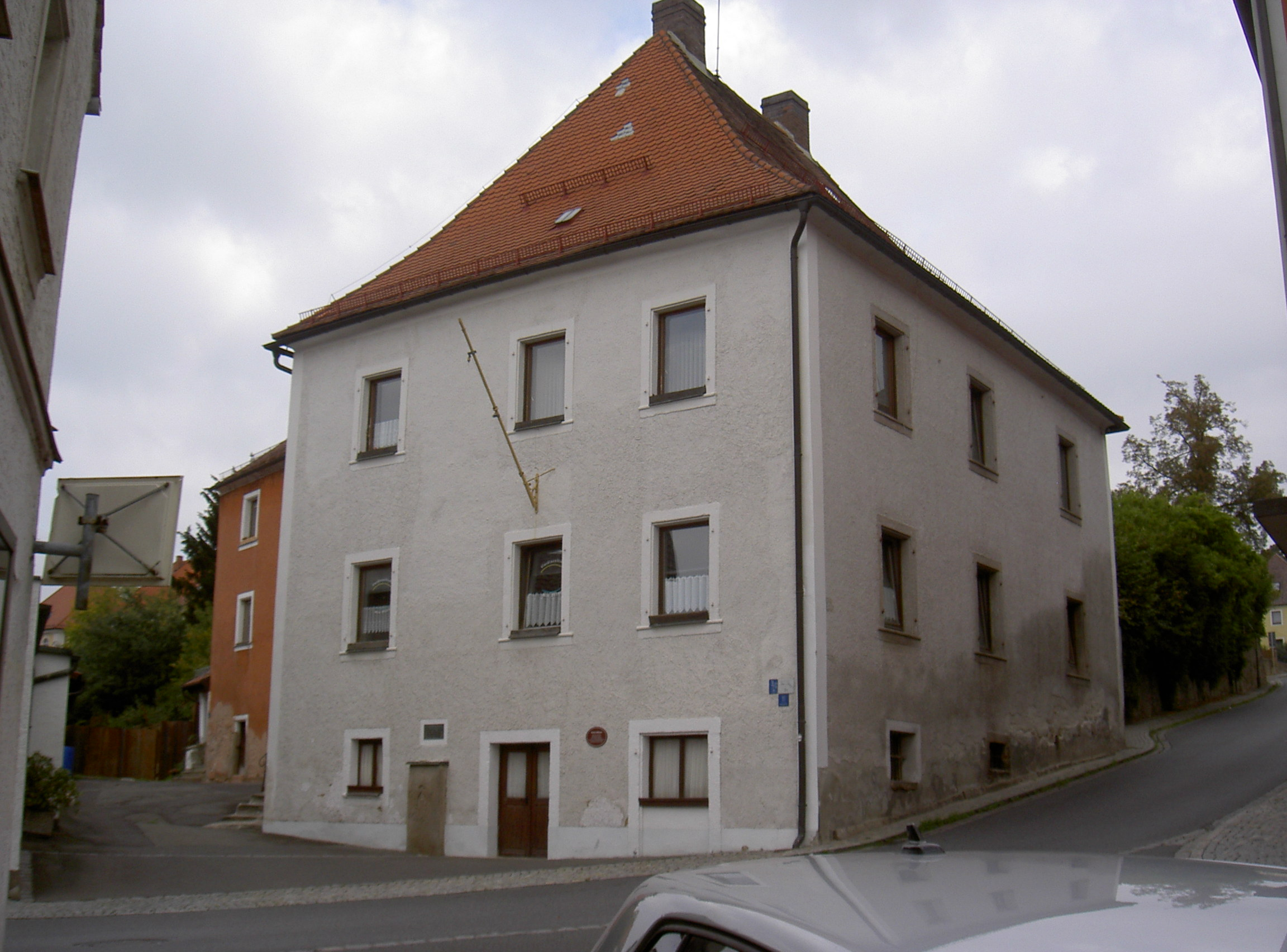
Altes Pflegschloss Floß (Podewilshaus)

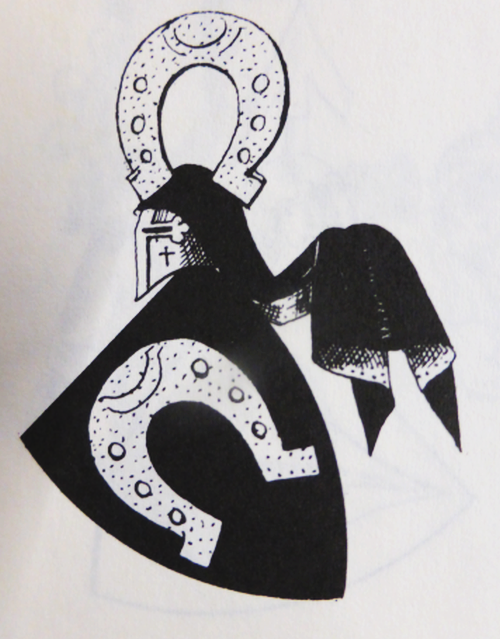
Wappen der Herren von Floß nach Siebmachers Wappenbuch

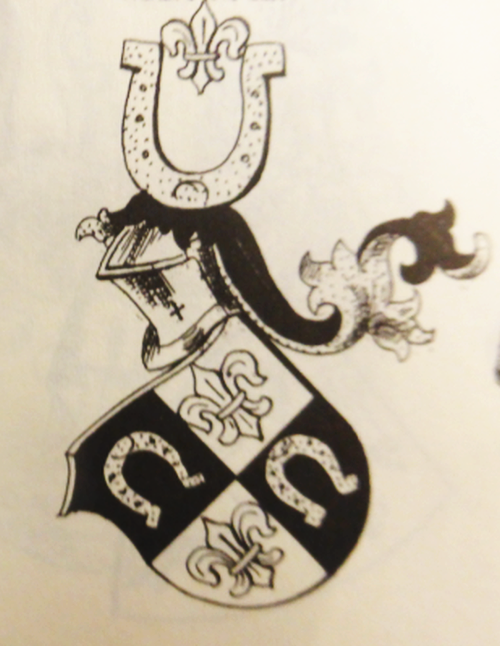
Verbessertes Wappen der Herren von Floß

Das Alte Pflegschloss Floß befindet sich in Floß, einem Markt im oberpfälzischen Landkreis Neustadt an der Waldnaab (Plößberger Straße 11). Es war vermutlich der Sitz der Herren von Floß. Später wurde es als Pflegschloss, Forstamtsgebäude, Schule und Rathaus verwendet. Die Anlage ist unter der Aktennummer D-3-74-121-45 als denkmalgeschütztes Baudenkmal von Floß verzeichnet.

## Geschichte
Die Geschichte des Hauses ist mit den Herren von Floß verbunden. Am Haus befindet sich nämlich ein Wappenstein der Herren von Floß von 1614. In diesem war auch ein silbernes oder schwarzes Hufeisen in einem blauen oder silbernen Feld mit einer Lilie als Wappen der Herren von Floß zu erkennen. Das führte zu der Annahme, das Haus sei der ursprüngliche Sitz der Herren von Floß gewesen, die am Beginn ihres Auftretens als Ministeriale der Grafen von Sulzbach angesehen werden.

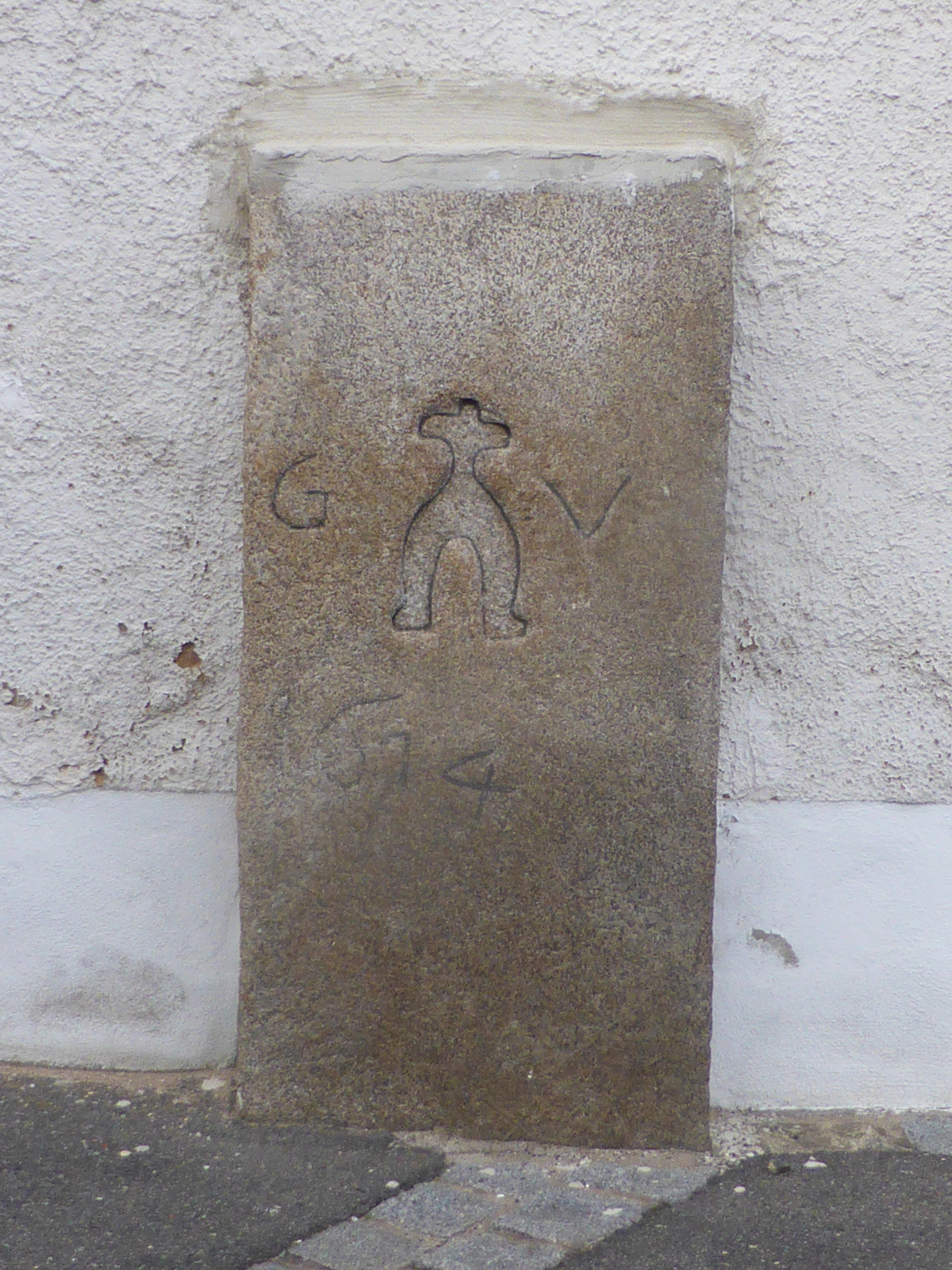
Wappenstein der Herren von Floß am Alten Pflegschloss

Als erster nachweisbar ist ein Tageno von Nieder-Flozzen (= Deinhard von NIederfloß), der nach einem Traditionsbuch des Stiftes Berchtesgaden ein predium (= Landgut) an das Kloster stiftet. Auch als Gebhard III. von Sulzbach seinen Salzquell an dieses Kloster übergibt, tritt ein Ingrammus de flozzen als Zeuge auf. Weitere Namensträger dieser Familie waren Oudalricus de Flozze, Pertolt de Friderichsflose und Rodbertus de Flozzen. Als am 4. Januar 1250 Graf Heinrich von Ortenburg an das Heilig Kreuz-Kloster zu Regensburg eine Schenkung bestätigt, tritt als Zeuge u. a. Gotfridus pincerna de Vlozze auf, also der Mundschenk Gottfried auf. Dieser wird ebenso bei einer Confirmationsurkunde über das Patronatsrecht der Pfarrei Schwarzhofen genannt. Nochmals wird er am 5. Januar 1261 bei einer Schenkung an das Kloster Waldsassen erwähnt. Die Titulierung als Mundschenk weist auf ein Hofamt hin, das er auf der Burg Flossenbürg ausführen musste. Ein weiteres Mitglied dieser Familie ist Rudigerus Teurer von flos, ebenso Johan von flos, Landschreiber zu Amberg, nachgewiesen am 27. August 1481. Am 17. Juli 1483 ist er Teidinger (= Schiedsmann) für die Kurpfalz. Von 1491 bis 1498 ist Hans von Floß Rentmeister zu Weiden. 1530 wird ein Conrad von Floß als Richter zu Floß, Pfleger zu Flossenbürg und als Landsasse von Püchersreuth genannt, seine Söhne waren Hans Gabriel (1584), Paulus, Landrichter zu Parkstein, und Hans Erhard (1587). 1598 besitzen Paulus und Hans Gabriel noch die Hofmark Püchersreuth und die Burg Mohrenstein. In diesem Jahr wird von dem Verkauf von Püchersreuth an Ladislaus Popel von Lobkowitz gesprochen, 1627 verkauft Samson von Floß sein halbes Gut zu Püchersreuth an Bernhard von Gravenreuth, Pfleger zu Floß. Damit verschwindet dieses Geschlecht aus der Oberpfalz.
Das Gebäude wurde als Pflegschloss und Forstamtsgebäude verwendet. Der Pfleger von Floß hatte seine Amtsräume zuerst in der Burg Flossenbürg, dann in dem Meierhof zu Flossenbürg, in der Friedrichsburg von Vohenstrauß und schließlich im alten Schloss von Floß. 1773 wurde von Reparaturen des Pfleg- und Forsthauses von Floß gesprochen. Pfleger und Förster war damals Conrad Sebastian von Hözendorff, es waren Steinmetz- und Maurerarbeiten notwendig, eine Registratur und Amtsstube wurden eingerichtet und die Akten, die zuvor im fürstliches Neugebäu gelagert waren, hierher gebracht und packweise zusammengebunden.
Zur Überprüfung aller Gebäude wurde von der Regierung 1777 ein Bauingenieur geschickt, der auch die Kostenvoranschläge für die Mängelbeseitigung zu prüfen hatte. Im Hof des alten Pflegschlosses befanden sich damals ein Brunnen sowie ein „Schopfen, wo die Saliter Siederey gewest“, zudem war hier ein „Pumpbrunnen“, der ein neues steinernes Geschirr benötigte.
1817 kam das Haus an die Gemeinde Floß und wurde als „Simultanschulhaus“ bezeichnet, wurde aber auch als Rathaus verwendet.
Aktuell wird das Gebäude von Heimatmuseum Flosser Amt genutzt.